# Rhene parvula
Rhene parvula là một loài nhện trong họ Salticidae.
Loài này thuộc chi Rhene. Rhene parvula được Lodovico di Caporiacco miêu tả năm 1939.